# Cloacitrema
Cloacitrema är ett släkte av plattmaskar. Cloacitrema ingår i familjen Philophthalmidae.
Kladogram enligt Catalogue of Life:
| Cloacitrema | \| \| Cloacitrema michiganense \| \| \| \| \| \| Cloacitrema philippinum \| \| \| \| |
|             | \| \| Cloacitrema michiganense \| \| \| \| \| \| Cloacitrema philippinum \| \| \| \| |
|             | Echinostephilla                                                                      |
|             |                                                                                      |
|             | Paratrema                                                                            |
|             |                                                                                      |
|             | Parochis                                                                             |
|             |                                                                                      |
|             | Parorchis                                                                            |
|             |                                                                                      |
|             | Philophthalmus                                                                       |
|             |                                                                                      |
|             | Pittacium                                                                            |
|             |                                                                                      |
|             | Cloacitrema michiganense                                                             |
|             |                                                                                      |
|             | Cloacitrema philippinum                                                              |
|             |                                                                                      |

|  | Cloacitrema michiganense |
|  |                          |
|  | Cloacitrema philippinum  |
|  |                          |